# RNI Films
RNI Films és una aplicació mòbil de fotografia dirigida a dispositius iOS (iPhone i iPad) creada per l'empresa Really Nice Images. L'aplicació permet l'edició d'imatges, es basa en la simulació de tipus de pel·lícules fotogràfiques, dotant d'una estètica analógica a les fotografies editades.
Really Nice Images (RNI) va ser fundada al 2015 a Londres. És una empresa d'art i tecnologia dirigida a un ampli sector creatiu. Destaca per la creació de filtres analògics per l'aplicació d'Adobe "Lightroom" donant importància a l'estètica visual. Actualment també ha desenvolupat versions per a IPhone i Ipad.

## Visió general
L'aplicació mòbil està disponible per dispositius iOS i permet importar fotografies fetes amb l'Iphone (o una altra càmera) per tal d'editar-les.
En l'aplicació tenim l'eina de configuració per tal de modificar lluminositat, contrast, claredat, granulació, ombres, brillantor, temperatura, tint, saturació, vinyeta i esmolament de la imatge.
La funció destacada de l'aplicació són els filtres bastas en pel·lícules analògiques per tal de ser aplicats a la imatge. Aquests són ajustables segons es vulgui una intensitat total del filtre o menor.
Una altra funció és la de retallar o rotar la imatge.
Tot i que l'aplicació en sí és gratuïta, RNI proporciona altres aplicacions complementàries les quals necessiten subscripció, aquestes són "RNI Aero", "RNI Flashback" i "RNI Colibri". A més és possible obtenir més filtres per l'aplicació els quals no són gratuïts.

## Tipus de filtres
El filtres es basen en pel·lícules de negatius les quals son simulades (ex: Kodak Gold 200). Aquests es divideixen en categories, on es troben els filtres que especifiquen el tipus de pel·lícula en el qual s'estan basant.
- Negative
- Slide
- Black & White
- Vintage